# Когалы (Тюлькубасский район)
Когалы (каз. Қоғалы, до 1993 г. — Военка) — село в Тюлькубасском районе Туркестанской области Казахстана. Входит в состав Кельтемашатского сельского округа. Код КАТО — 516047600.

## Население
В 1999 году население села составляло 281 человек (140 мужчин и 141 женщина). По данным переписи 2009 года, в селе проживали 144 человека (69 мужчин и 75 женщин).